# Västerviks tingsrätt
Västerviks tingsrätt var en tingsrätt i Kalmar län. Västerviks tingsrätts domsaga omfattade Vimmerby kommun och Västerviks kommun. Domsagan låg under Göta hovrätt. Kansliort var Västervik. Tingsrätten med dess domsaga uppgick 2005 i Kalmar tingsrätt och dess domsaga. Tingsrättens tidigare byggnad är efter ombyggnad numera Västerviks kommunhus.

## Administrativ historik
Tingsrätten och dess domsaga bildades vid tingsrättsreformen 1971 av Västerviks domsaga och dess häradsrätt. Domsagan omfattade då Vimmerby kommun och Västerviks kommun. Tingsrätten med dess domsaga uppgick 17 januari 2005 i Kalmar tingsrätt och dess domsaga.

## Lagmän
- 1971–1972: Per-Otto Hainer
- 1972–1977: Gunnar Seldén
- 1977–1986: Sigvard Benndorf
- 1986-1995: Anders Wijkström
- 1995-2005: Nils-Erik Andersson